# Gaetano Manzoni
Gaetano Manzoni (Lugo, 17 ottobre 1871 – Kandersteg, 14 agosto 1937) è stato un diplomatico e politico italiano.
Nel novembre del 1933 fu nominato senatore del regno d'Italia.

## Carriera
Della nobile famiglia dei conti Manzoni, era figlio di Giovanni Battista (sindaco di Lugo durante il governo Crispi), oltre che pronipote di Giacomo, ministro delle Finanze nella Repubblica Romana del 1849 e grande bibliografo.
 
Conseguita la laurea in giurisprudenza a Roma nel 1893, entrò nella carriera consolare. Fu dapprima addetto a Salonicco (1893) e Alessandria d'Egitto (1894); vice-console al Cairo (1895), nel 1897 fu trasferito nella carriera diplomatica e comandato presso l'agenzia diplomatica del Cairo; passò quindi a Costantinopoli (1897), a Berna (1889) e a Parigi (1880), prima di tornare di nuovo al Cairo (1901); fu quindi segretario di legazione a Rio de Janeiro nel 1903, prima di reggere la Legazione italiana di Atene (1907).
In seguito fu consigliere di legazione a Costantinopoli (1909), Londra (1910) e a Costantinopoli (novembre 1912). Dirigente degli Affari Politici al Ministero (giugno 1913-novembre 1920), e successivamente Ministro a Belgrado (novembre 1920-luglio 1922), concluse la sua lunga carriera ai vertici della diplomazia quale ambasciatore prima a Mosca (febbraio 1924-febbraio 1927) e poi a Parigi (febbraio 1927-settembre 1932). Fu firmatario per l'Italia del Patto Briand-Kellogg (27 agosto 1928).